# Талдыбулак (река)
Талдыбулак (устар. Талды-Булак, баш. Талдыболаҡ) — река в России, протекает по Ермекеевскому и Бижбулякскому районам Башкортостана. Длина реки составляет 20 км, площадь водосборного бассейна 89,1 км².
Начинается у южной окраины села Приютово. Течёт в общем юго-западном направлении по открытой местности мимо деревень Хорошовка, Новотураево, Новошахово, Талды-Булак. Устье реки находится в 525 км по правому берегу Ика.
Вдоль всего течения реки проходит железнодорожная линия.

## Данные водного реестра
По данным государственного водного реестра России относится к Камскому бассейновому округу, водохозяйственный участок реки — Ик от истока и до устья, речной подбассейн реки — бассейны притоков Камы до впадения Белой. Речной бассейн реки — Кама.
Код объекта в государственном водном реестре — 10010101312111100027698.